# Decemberadio
DecembeRadio är en kristen musikgrupp inom "southern rock" från Virginia i USA. Gruppen fick 2007  en Grammy debut för "Bästa rock- eller rapgospelalbum" (DecembeRadio) och vann Dove Award 2007 för for "Årets rockalbum" (Satisfied).
DecembeRadio upplöstes 2012 och medlemmarna gick vidare till andra musikaliska projekt.

## Medlemmar
Tidigare medlemmar
- Brian Bunn (född: 5 april 1982 i Roanoke, Virginia) – sologitarr, sång (2003–2012)
- Eric Miker (född: 15 augusti 1983 i Fairmont, West Virginia) – gitarr, sång (2003–2012)
- Josh Reedy (född: 22 augusti 1981 i Radford, Virginia) – sång, basgitarr (2003–2012)
- Boone Daughdrill (född: 28 augusti 1979 i Jackson, Mississippi) – trummor (2005–2010)

## Diskografi
Studioalbum
- Dangerous (2005)
- Noise (2005)
- DecembeRadio (juni 2006)
- Satisfied (2008)

Livealbum
- Live (2010)